# Sexta República de Corea del Sur
La Sexta República de Corea del Sur es como se le conoce al actual gobierno de Corea del Sur y comenzó con la última reforma constitucional de 1988, en la que se establecieron las bases para que el país se convirtiera en una democracia parlamentaria. 

## Historia

### Roh Tae-woo, 1988–1993
Roh Tae-woo se convirtió en presidente para su decimotercer mandato presidencial en la primera elección presidencial directa en 16 años. Aunque Roh tenía antecedentes militares y fue uno de los líderes del golpe de Estado de Chun, la incapacidad de los líderes de la oposición Kim Dae-jung y Kim Young-sam para ponerse de acuerdo sobre una candidatura unificada condujo a su elección. La primera candidata presidencial femenina, Hong Sook-ja, incluso se retiró de la carrera para apoyar a Kim Young-sam contra Roh. 
Roh fue inaugurado oficialmente en febrero de 1988. El gobierno se propuso eliminar vestigios pasados del régimen autoritario revisando leyes y decretos para adaptarlos a las disposiciones democráticas. Se amplió la libertad de prensa, se reconoció la autonomía universitaria y se levantaron las restricciones a los viajes al exterior.  Sin embargo, el crecimiento de la economía se había desacelerado en comparación con la década de 1980, lo que dio lugar a un estancamiento de las exportaciones mientras los precios de las materias primas seguían aumentando.
Poco después de la investidura de Roh, se celebraron los Juegos Olímpicos de Verano de 1988, que aumentaron el reconocimiento internacional de Corea del Sur e influyeron enormemente en la política exterior. El gobierno de Roh anunció el plan oficial de unificación, Nordpolitik, y estableció lazos diplomáticos con la Unión Soviética, China y países de Europa del Este.
Un acontecimiento histórico tuvo lugar en 1990 cuando Corea del Norte aceptó la propuesta de intercambio entre las dos Coreas, dando lugar a conversaciones de alto nivel e intercambios culturales y deportivos. En 1991 se acordó un comunicado conjunto sobre la desnuclearización y las dos Coreas se convirtieron simultáneamente en miembros de la ONU.

### Kim Young-sam, 1993–1998
Kim Young-sam fue elegido presidente en las elecciones de 1992 después del mandato de Roh. Fue el primer presidente civil del país en 30 años desde 1962 y prometió construir una "Nueva Corea".  El gobierno se propuso abordar el autoritarismo de las administraciones anteriores. En 1995 se celebraron elecciones locales y en 1996 elecciones parlamentarias. En respuesta a la demanda popular, los expresidentes Chun y Roh fueron acusados de cargos relacionados con soborno, fondos ilegales y, en el caso de Chun, responsabilidad por el Levantamiento de Gwangju . Fueron juzgados y condenados a prisión en diciembre de 1996.
Las relaciones con el Norte mejoraron y se planeó una reunión cumbre, pero se pospuso indefinidamente debido a la muerte de Kim Il Sung . Las tensiones entre las dos Coreas variaron después de eso, con ciclos de pequeñas escaramuzas militares y disculpas. El gobierno también llevó a cabo importantes reformas financieras y económicas, uniéndose a la OCDE en 1996, pero encontró dificultades con los escándalos políticos y financieros que involucraron a su hijo.  . El país también enfrentó una variedad de catástrofes: el accidente ferroviario de la estación de Gupo  y el hundimiento del MV Seohae en 1993,[cita requerida] el desastre del puente Seongsu en 1994,  y el colapso de los grandes almacenes Sampoong en 1995. 
En 1997, la nación sufrió una grave crisis financiera y el gobierno recurrió al Fondo Monetario Internacional en busca de ayuda. El líder de la oposición , Kim Dae-jung, ganó la presidencia ese año,  una novedad para el país.[cita requerida]

### Kim Dae-jung 1998–2003
En febrero de 1998, Kim Dae-jung asumió oficialmente su cargo.  Corea del Sur había mantenido su compromiso de democratizar sus procesos políticos y esta fue la primera transferencia de gobierno entre partidos por medios pacíficos. El gobierno de Kim se enfrentó a la difícil tarea de superar la crisis económica, pero con los esfuerzos conjuntos de la búsqueda agresiva de inversión extranjera, la cooperación del sector industrial y la campaña de recolección de oro de los ciudadanos, el país pudo salir de la crisis en un período de tiempo relativamente corto.  
Se llevó a cabo la reconstrucción industrial de los grandes conglomerados chaebol, se estableció un sistema nacional de pensiones en 1998, se llevaron a cabo reformas educativas, se incrementó el apoyo gubernamental al campo de TI y se registraron importantes propiedades culturales como sitios de Patrimonio Cultural de la UNESCO .  La Copa Mundial de la FIFA 2002, organizada conjuntamente con Japón, fue un importante evento cultural en el que millones de aficionados se reunieron para vitorear en lugares públicos.  
En el ámbito diplomático, Kim Dae-jung impulsó la " Política del Sol ", una serie de esfuerzos para reconciliarse con Corea del Norte.  Esto culminó en reuniones de las familias separadas de la guerra de Corea y una conversación cumbre con el líder norcoreano Kim Jong Il .  Por estos esfuerzos, Kim Dae-jung recibió el Premio Nobel de la Paz en 2000.

### Roh Moo-hyun, 2003–2008
Roh Moo-hyun fue elegido presidente en diciembre de 2002 por elección directa.   Su victoria contó con mucho apoyo de la generación más joven y de grupos cívicos que tenían esperanzas de una democracia participativa, y la administración de Roh se lanzó en consecuencia con el lema de "gobierno participativo". A diferencia de los gobiernos anteriores, la administración decidió adoptar una visión de largo plazo y ejecutar reformas basadas en el mercado de manera gradual.  Este enfoque no gustó al público: los índices de aprobación cayeron a finales de 2003.
La administración de Roh logró superar el regionalismo en la política surcoreana, diluir los vínculos colusorios entre la política y las empresas, empoderar a la sociedad civil, resolver el desacuerdo comercial entre Corea del Sur y Estados Unidos, continuar las conversaciones cumbre con Corea del Norte y lanzar el sistema de trenes de alta velocidad KTX . Pero a pesar del auge del mercado de valores, las tasas de desempleo juvenil eran altas, los precios de los bienes raíces se dispararon y la economía se quedó rezagada.
En marzo de 2004, la Asamblea Nacional votó a favor de destituir a Roh por violación de las leyes electorales y corrupción. Esta moción reunió a sus partidarios y afectó el resultado de las elecciones parlamentarias celebradas en abril, en las que el partido gobernante se convirtió en mayoría. Roh fue restituido en mayo por el Tribunal Constitucional, que había revocado el veredicto. Sin embargo, el partido gobernante perdió su mayoría en las elecciones parciales de 2005, ya que los planes de reforma interrumpidos, el continuo malestar laboral, las disputas personales de Roh con los medios de comunicación y la fricción diplomática con Estados Unidos y Japón provocaron críticas sobre la competencia del gobierno en cuestiones políticas y socioeconómicas y en asuntos exteriores.
En abril de 2009, después de dejar el cargo, Roh Moo-hyun y sus familiares fueron investigados por soborno y corrupción; Roh negó los cargos. El 23 de mayo de 2009, Roh se suicidó saltando a un barranco.

### Lee Myung-bak, 2008–2013

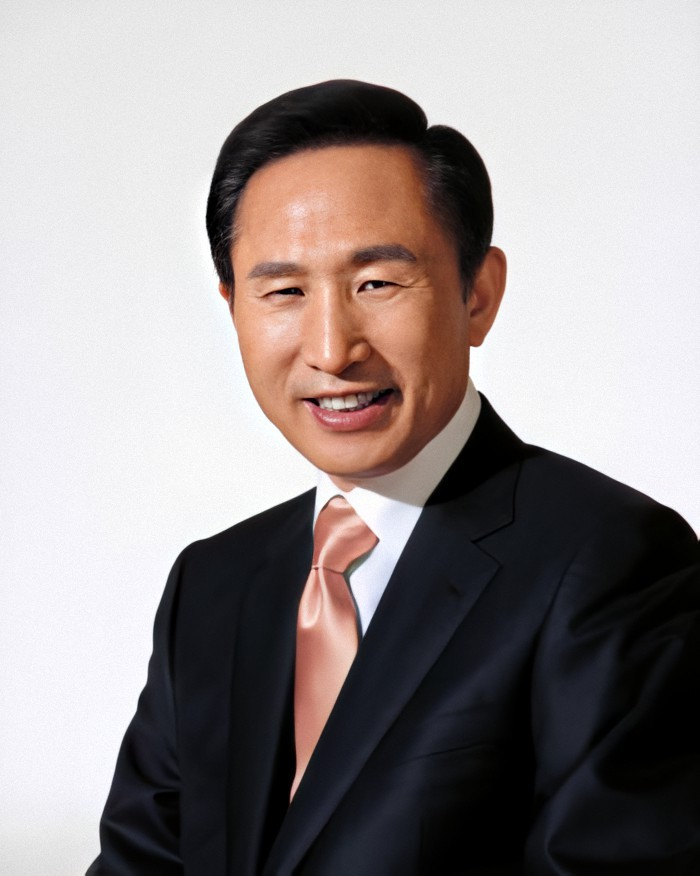
Lee Myung-bak, presidente de Corea del Sur de 2008 a 2013

El sucesor de Roh, Lee Myung-bak, asumió el cargo en febrero de 2008.  Con el "pragmatismo creativo" como principio rector, la administración de Lee se propuso revitalizar la economía en crisis, revitalizar las relaciones diplomáticas, estabilizar el bienestar social y afrontar los desafíos de la globalización. En abril de 2008, el partido gobernante obtuvo la mayoría en las elecciones a la Asamblea Nacional. También ese mes, las conversaciones cumbre con Estados Unidos abordaron el Tratado de Libre Comercio entre Corea y Estados Unidos y ayudaron a aliviar las tensiones entre los dos países causadas por las administraciones anteriores. Lee aceptó levantar la prohibición de las importaciones de carne de vacuno estadounidense, lo que provocó protestas y manifestaciones masivas en los meses siguientes, mientras la paranoia ante una posible enfermedad de las vacas locas se apoderaba del país.
Muchos problemas afectaron al gobierno, empezando por el incendio de las puertas de Namdaemun, en el que se acusó al gobierno de no proporcionar la seguridad adecuada. Con el paso de los años surgieron más controversias en relación con el nombramiento de altos funcionarios gubernamentales, conflictos políticos desenfrenados, acusaciones de opresión a los medios de comunicación y tensas relaciones diplomáticas con Corea del Norte y Japón.  La recesión mundial afectó a la economía y la peor crisis económica desde 1997 golpeó al país.  La administración Lee abordó estas cuestiones emitiendo activamente declaraciones, reorganizando el gabinete e implementando reformas administrativas e industriales.
La economía se recuperó después de las reformas regulatorias y económicas, y la economía del país registró crecimiento y se recuperó de la recesión mundial. La administración también buscó mejorar las relaciones diplomáticas mediante la celebración de conversaciones cumbre con Estados Unidos, China y Japón y participando en la Cumbre Conmemorativa ASEAN-ROK para fortalecer los lazos con otros países asiáticos. La cumbre del G20 de 2010 se celebró en Seúl, donde se discutieron cuestiones relacionadas con la crisis económica mundial.
En octubre de 2020, la Corte Suprema de Corea del Sur confirmó una sentencia de 17 años de prisión para el expresidente Lee Myung-bak por aceptar sobornos antes y durante su presidencia. 

### Park Geun-hye, 2013–2017

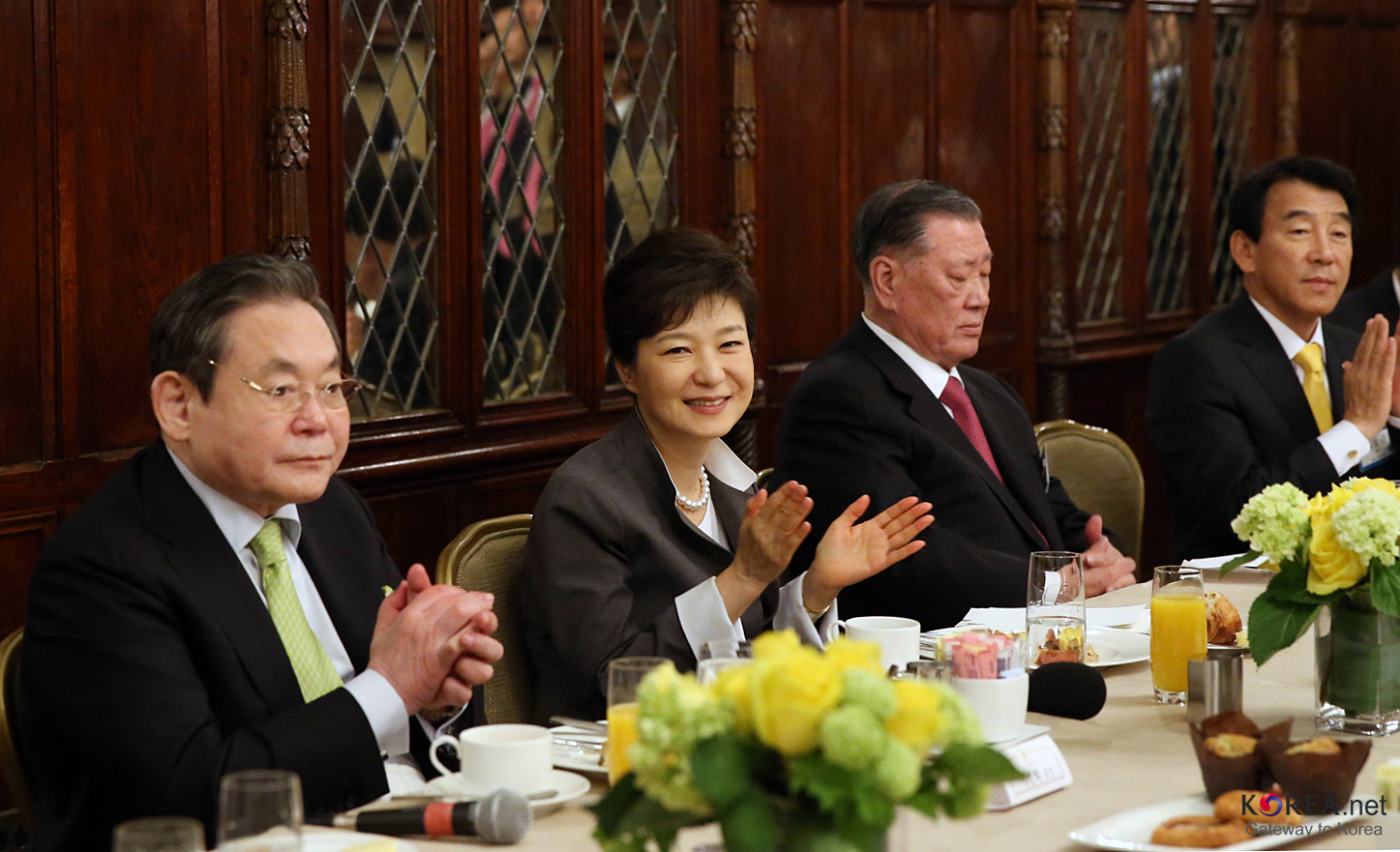
La presidenta Park Geun-hye con los magnates de los chaebol Lee Kun-hee y Chung Mong-koo, mayo de 2013.

Park Geun-hye fue inaugurada en febrero de 2013.  Ella es la undécima presidenta de Corea del Sur y es la hija mayor del tercer presidente estratocrático de Corea del Sur, Park Chung Hee . Fue la primera mujer elegida presidenta de Corea del Sur y jefa de Estado en la historia moderna del noreste de Asia.  Su reputación durante su presidencia se vio finalmente empañada por su incompetencia en el manejo del desastre del ferry Sewol,  el brote de MERS de 2015,  y posteriormente un gran escándalo que condujo a su destitución en diciembre de 2016.   El escándalo de corrupción que involucra a Choi Soon-sil estalló rápidamente después de los informes de varias organizaciones de noticias (la más notable de las cuales fue JTBC ): en 2016, se produjeron protestas semanales en todo el país, con un recuento de participantes que alcanzó un máximo de más de 2,3 millones (según lo informado por los manifestantes). Estas protestas resultaron ser las mayores protestas masivas en la historia de Corea. Las protestas continuaron incluso después de que el Congreso votara sobre el impeachment de Park. El primer ministro Hwang Kyo-ahn actuó como Presidente de Corea del Sur  en espera de que se completaran las investigaciones  sobre las acciones de Park Geun-hye, y en ausencia de cualquier elección intermedia. El Tribunal Constitucional confirmó el impeachment el 10 de marzo de 2017, poniendo fin a la presidencia de Park y obligándola a abandonar el cargo. 
En abril de 2018, la expresidenta Park Geun-hye fue condenada a 24 años de cárcel por abuso de poder y corrupción. 

### Moon Jae-in, 2017–2022

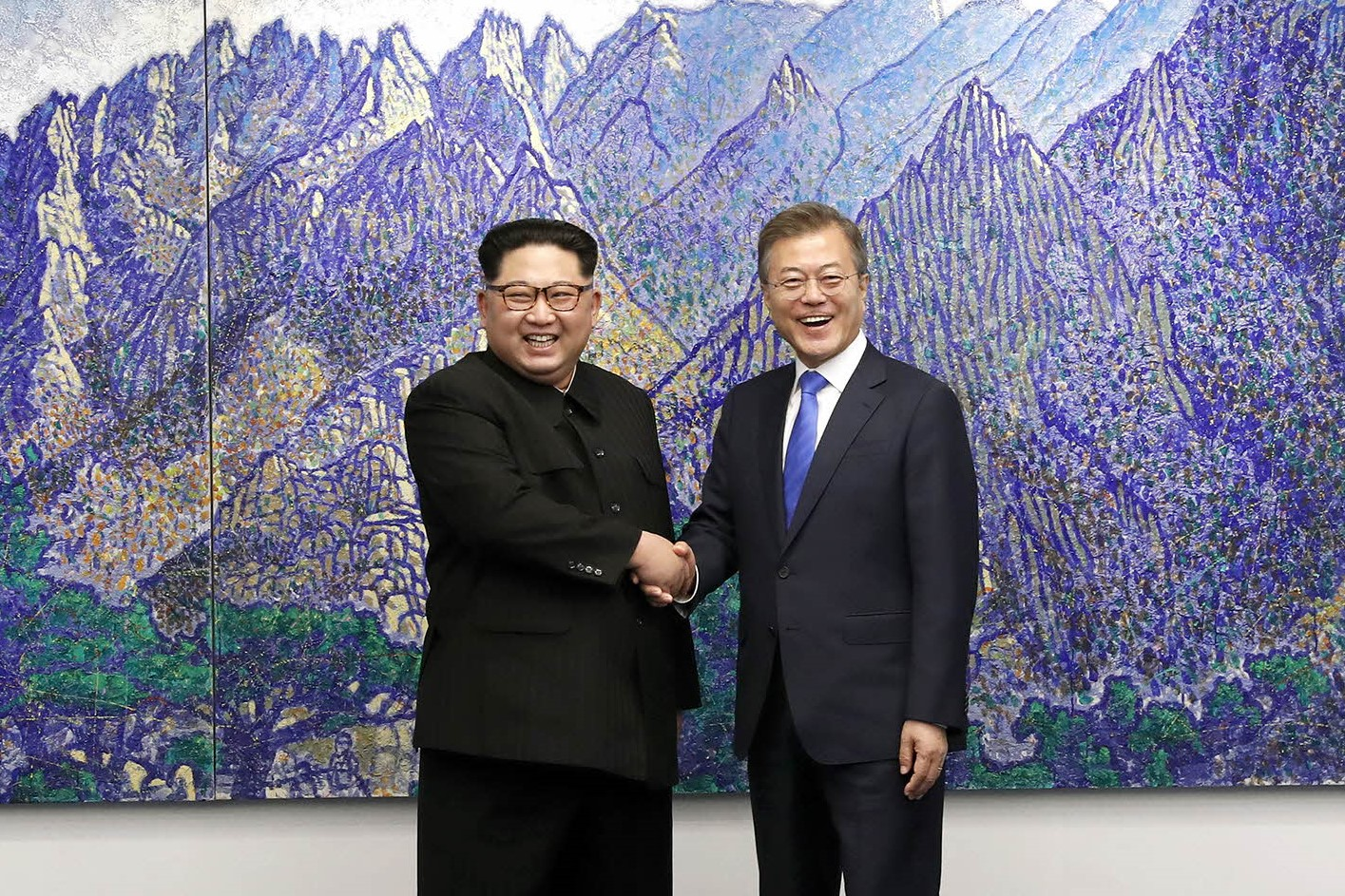
El líder norcoreano Kim Jong Un y el presidente surcoreano Moon Jae-in se estrechan la mano en la Casa de la Paz el 27 de abril de 2018.

Moon Jae-in asumió el cargo el 10 de mayo de 2017.  Como presidente, su mandato vio una mejora en la relación política con Corea del Norte, una creciente divergencia en la alianza militar con los Estados Unidos y la exitosa celebración de los Juegos Olímpicos de Invierno en Pieonchang .  Moon Jae-in se reunió con el presidente norcoreano Kim Jong Un en la cumbre intercoreana de abril de 2018, la cumbre intercoreana de mayo de 2018 y la cumbre intercoreana de septiembre de 2018.   Durante el brote de COVID-19, el presidente Moon se había ganado una reputación positiva tanto a nivel nacional como internacional con los éxitos iniciales en el control del brote.  Sin embargo, los brotes posteriores en 2021 hicieron que sus índices de audiencia cayeran en picado.  En 2021, Corea del Sur registró más muertes que nacimientos, lo que provocó una disminución de la población por primera vez en la historia. 
En abril de 2020, el Partido Demócrata del presidente Moon obtuvo una victoria aplastante en las elecciones parlamentarias. Con sus aliados consiguió 180 escaños de los 300 miembros de la Asamblea Nacional. El opositor Partido del Poder Popular (UFP) obtuvo 103 escaños. 
El presidente Moon terminó su mandato el 9 de mayo de 2022. Su sucesor, el candidato del Partido del Poder Popular Yoon Suk-yeol, asumió el cargo el 10 de mayo de 2022 después de ganar por un estrecho margen las elecciones presidenciales de Corea del Sur de 2022. 

### Yoon Suk-yeol, 2022–2025
El 29 de octubre de 2022, al menos 153 personas murieron aplastadas cuando una multitud irrumpió en un callejón durante las festividades de Halloween en el distrito de Itaewon de Seúl. El presidente Yoon declaró el estado de duelo nacional oficial.  
La "Ley de Unificación sobre el Cálculo de la Edad" entró en vigor el 28 de junio de 2023. La "Ley de Unificación sobre el Cálculo de la Edad" fue promovida para resolver la confusión social y administrativa y las disputas surgidas de la mezcla de diversos métodos de cálculo de la edad. Se trata de la promesa electoral presidencial representativa del presidente Yoon Suk Yeol y el decimotercero de los 120 asuntos estatales del gobierno de Yoon Suk Yeol. 
En las elecciones a la 22.ª Asamblea Nacional celebradas el 10 de abril de 2024, el Partido del Poder Popular, al que pertenece Yoon Suk Yeol, obtuvo 108 de los 300 escaños, mientras que el opositor Partido Democrático de Corea obtuvo 175. 
En junio de 2024, Corea del Sur suspendió el acuerdo militar de 2018 con Corea del Norte. 
El 3 de diciembre de 2024, Yoon promulgó la ley marcial para librar a la oposición de la "influencia antiestatal". Tras algunas horas de disturbios, la Asamblea Nacional aprobó por unanimidad una moción para levantar la ley marcial. Muchas horas de protesta después, cuando el ejército no podía retirarse sin la autorización presidencial, Yoon levantó su declaración previa de ley marcial y ordenó a los militares que se retiraran. 
Posteriormente, el 14 de diciembre, la Asamblea Nacional destituyó a Yoon y lo suspendió de su cargo en espera de una decisión final del Tribunal Constitucional sobre si confirmaría su destitución de la presidencia. 
El 29 de diciembre de 2024, el accidente aéreo de Jeju Air en el Aeropuerto Internacional de Muan en Corea del Sur mató a 179 personas, siendo el desastre aéreo más mortífero en suelo nacional. 
El 4 de abril de 2025, en un veredicto unánime de 8-0, el Tribunal Constitucional confirmó el impeachment de Yoon, destituyéndolo formalmente de su cargo y sentando las bases para una nueva elección presidencial que se celebraría más tarde ese mismo año. 

### Lee Jae-myung, 2025-presente
El 4 de junio de 2025, Lee Jae-myung prestó juramento como nuevo presidente de Corea del Sur después de haber ganado una elección anticipada con el 49,4% de los votos como candidato del Partido Democrático . 